# José Ruiz Cutillas
José Ruiz Cutillas (Jumilla, Región de Murcia, España, 8 de junio de 1993), más conocido como Casi, es un futbolista español. Juega de delantero y su actual equipo es el Villarrubia CF de la Tercera División RFEF.

## Trayectoria
José Ruiz llegó a Pamplona con 16 años para jugar en División de Honor Juvenil, tras militar durante ocho temporadas en las bases inferiores de la escuela municipal de fútbol de Jumilla. 
Este murciano de 1,86 se formó en la Escuela de Fútbol de Jumilla; y luego fichó en el equipo juvenil del Osasuna donde destacó como goleador en la División de Honor, logró 16 goles en División de Honor Juvenil. Con Osasuna B tuvo la oportunidad de debutar en Segunda División B con 16 años. Jugó durante varias temporadas  en el grupo II de Segunda División B con el Club Atlético Osasuna, donde ha disfrutado de algunos minutos en tres partidos oficiales y en la Copa del Rey, donde logró un gol ante el Real Madrid.
Luego, estuvo cedido en el Peña Sport, mientras que en la temporada 2013-2014 completó una de sus mejores temporadas al anotar 13 goles en 31 partidos disputados con el Alavés B en Tercera División, llegando a disputar el play off de ascenso a 2ªB.
En 2014, firma por la UD Marbella, en donde tuvo pocas oportunidades y en el mercado de invierno llegó al Arroyo donde jugó 16 partidos y anotó un gol. Se trata de un delantero incisivo y luchador, no exento de calidad.
En 2015, llega al Villanovense procedente del Arroyo, donde se enfrentaría al FC Barcelona en la Copa del Rey.
En la temporada 2020-21, se compromete con la Sociedad Deportiva Tarazona de la Segunda División B de España, con el que ha participado en 26 encuentros entre Liga y Copa del Rey, marcando seis goles.
El 25 de junio de 2021, firma por el CD El Ejido de la Segunda División RFEF.
El 21 de enero de 2022, firma por el Atlético Pulpileño de la Segunda División RFEF.
El 15 de julio de 2022, firma por el Águilas Fútbol Club de la Tercera División RFEF.
En enero de 2023, firma por el Villarrubia CF de la Tercera División RFEF.

## Clubes
| Club                      | País   | Año           |
| ------------------------- | ------ | ------------- |
| C. A. Osasuna "B"         | España | 2010-2012     |
| Peña Sport F. C.          | España | 2012-2013     |
| Deportivo Alavés "B"      | España | 2013-2014     |
| U. D. Marbella            | España | 2014          |
| Arroyo C. P.              | España | 2015          |
| C. F. Villanovense        | España | 2015-2016     |
| Linares Deportivo         | España | 2016-2017     |
| Granada C. F. "B"         | España | 2017-2018     |
| Real Oviedo Vetusta       | España | 2018          |
| Real Valladolid C. F. "B" | España | 2019          |
| C. F. Villanovense        | España | 2020          |
| S. D. Tarazona            | España | 2020-2021     |
| CD El Ejido               | España | 2021-2022     |
| Atlético Pulpileño        | España | 2022          |
| Águilas Fútbol Club       | España | 2022          |
| Villarrubia CF            | España | 2023-Presente |